# Caroline Goodall
Caroline Cruice Goodall (ur. 13 listopada 1959 w Londynie) – brytyjska aktorka filmowa, telewizyjna i teatralna.

## Życiorys
W 1981 ukończyła studia aktorskie na University of Bristol. Występowała w brytyjskich teatrach, pracując w zespołach aktorskich Royal Shakespeare Company i następnie National Theatre. Grywała także w serialach telewizyjnych. Pierwszą większą rolę filmową otrzymała w 1991, kiedy to dołączyła do obsady Hooka Stevena Spielberga, wcielając się w postać żony Petera Banninga (Piotrusia Pana), granego przez Robina Williamsa. Z tym samym reżyserem współpracowała również dwa lata później – w oskarowej Liście Schindlera otrzymała rolę Emilie Schindler. Występowała później w takich produkcjach jak W sieci, Sztorm, Uciec przed śmiercią, Dorian Gray i innych.

## Życie prywatne
Jej pierwszym mężem był aktor Derek Hoxby, małżeństwo w 1993 zakończyło się rozwodem. Jej drugim mężem w 1994 został operator Nicola Pecorini, z którym ma dwoje dzieci.

## Wybrana filmografia
- 1985: Remington Steele (serial TV)
- 1990: Agatha Christie's Poirot (serial TV)
- 1991: Hook
- 1991: Zagubiony w czasie (serial TV)
- 1993: Lista Schindlera
- 1993: Na krawędzi
- 1994: W sieci
- 1996: Sztorm
- 1998: Opernball
- 2000: Uciec przed śmiercią
- 2001: Mgły Avalonu (miniserial)
- 2001: Pamiętnik księżniczki
- 2004: Córka prezydenta
- 2004: Haven
- 2004: Pamiętnik księżniczki 2: Królewskie zaręczyny
- 2005: Agentka o stu twarzach (serial TV)
- 2005: CSI: Kryminalne zagadki Las Vegas (serial TV)
- 2005: The Chumscrubber
- 2006: The Thief Lord
- 2009: My Life in Ruins
- 2009: Dorian Gray
- 2012: Zimne światło dnia
- 2013: Biała królowa (miniserial)
- 2013: Nimfomanka
- 2015: The Dressmaker
- 2016: Stacja Berlin (serial TV)
- 2017: Biała księżniczka (miniserial)[3]